# Fodé Camara (calciatore 1988)
Fodé Camara (17 agosto 1988) è un calciatore guineano, difensore dell'Horoya e della Nazionale guineana.

## Carriera

### Nazionale
Ha esordito in Nazionale nel 2012.